# Beleidsregel
Een beleidsregel is een regel gemaakt door een bestuursorgaan. Het is geen Algemeen verbindend voorschrift (AVV). Ze geven aan hoe een bepaalde bevoegdheid van een bestuursorgaan zal worden uitgevoerd. De regels zijn een soort richtlijnen van het bestuursorgaan ten behoeve van het scheppen van duidelijkheid naar de burger. Ze zijn niet opgenomen in een wet, maar er wordt slechts in een beperkt aantal gevallen van afgeweken.
Op wetten.overheid.nl is er een categorie "beleidsregels rijksdienst". Dit zijn onder meer aanwijzingen (bijvoorbeeld de Aanwijzing Kader voor Strafvordering en de Aanwijzing feitgecodeerde misdrijven, overtredingen en muldergedragingen) en richtlijnen (bijvoorbeeld de Richtlijn voor strafvordering feitgecodeerde misdrijven en overtredingen).
In het gangbare spraakgebruik is de publicatie van beleidsregels een beleidsbesluit.

## Beroep op beleidsregel
In Nederland kon men zich lange tijd voor het recht niet beroepen op beleidsregels. Ze werden gezien als interne rechtsnormen waarvan de werking beperkt was tot de interne organisatie van overheidsorganen. Daar is in de jaren 1980 verandering in gekomen. In 1990 oordeelde de Hoge Raad (AB 1990, 306 "Leidraad Administratieve Boeten") dat burgers aan beleidsregels aanspraken kunnen ontlenen mits:
- 1. de beleidsregels behoorlijk bekendgemaakt zijn (bijvoorbeeld in de Staatscourant of een ander vanwege de overheid algemeen verkrijgbaar gesteld publicatieblad) en
- 2. de beleidsregels 'zich naar inhoud en strekking ertoe lenen jegens de bij desbetreffende regeling betrokkenen als rechtsregels te worden toegepast'.

De Hoge Raad voegde daar wel aan toe dat dit niet betekent dat beleidsregels opgevat kunnen worden als algemeen verbindende voorschriften. Ze zijn immers niet krachtens enige wetgevende bevoegdheid gegeven.
De ratio achter het mogelijk beroep op beleidsregels vormen de algemene beginselen van behoorlijk bestuur.
Inmiddels is in 1998 de 3e tranche van de Algemene wet bestuursrecht (Awb) in werking getreden. Daarin is in artikel 1:3, lid 4 een definitie van beleidsregels opgenomen en zijn met de artikelen 4:81 tot en met 4:84 algemene regels vastgesteld voor beleidsregels. Artikel 4:81 Awb regelt wanneer een bestuursorgaan beleidsregels mag vaststellen, artikel 4:82 Awb legt vast dat het bestuur een besluit kan motiveren met verwijzing naar een beleidsregel, artikel 4:83 Awb geeft voorschriften voor de bekendmaking van beleidsregels. De belangrijkste bepaling is artikel 4:84 Awb, dat enerzijds bepaalt dat een bestuursorgaan handelt overeenkomstig de beleidsregel, maar anderzijds bepaalt dat van een beleidsregel kan worden afgeweken, als er sprake is van gevolgen van de toepassing van de beleidsregel voor één of meer belanghebbenden die wegens bijzondere omstandigheden onevenredig zijn in verhouding tot de met de beleidsregel te dienen doelen. Dit wordt ook wel als de "inherente afwijkingsbevoegdheid" aangeduid.
Voor de overheid heeft het werken met beleidsregels een groot voordeel. Zij hoeven bij het nemen van veel voorkomende beslissingen niet telkens het beleid uit te leggen, maar kunnen verwijzen naar de beleidsregel. Overheden verwijzen tegenwoordig vaak naar de publicatie op het internet, zodat iedereen de beleidsregels kan lezen.

## Verschillen met algemeen verbindend voorschrift
Allereerst binden algemeen verbindende voorschriften de burger, terwijl beleidsregels het bestuur binden. Ten tweede kan én moet er bij beleidsregels soms worden afgeweken van de beleidsregel op grond van artikel 4:84 Awb, terwijl er bij algemeen verbindende voorschriften niet van het wettelijk voorschrift mag worden afgeweken. Ten derde behoeven beleidsregels geen wettelijke grondslag, terwijl algemeen verbindende voorschriften wel een dergelijke grondslag behoeven. Voor het wijzigen van beleidsregels is derhalve dan ook geen wettelijke grondslag nodig. Daarnaast bevat een beleidsregel, in tegenstelling tot een algemeen verbindend voorschrift, geen zelfstandige norm.